# グラント・キャリン
グラント・キャリン（Grant D. Callin）は、1941年アメリカ合衆国生まれの小説家。SF作家。
アメリカ空軍に勤務（現在は退役）。寡作ながらハードSFと冒険SFを融合させた作品を発表。

## 作品リスト
- サターン・デッドヒート（Saturnalia）
- サターン・デッドヒート2－ヘキシーの星のライオン－　上下 （A Lion on Tharthee）